# Argyranthemum
Argyranthemum es un género de plantas perteneciente a la familia  Asteraceae. Algunos miembros de este género se han incluido a veces en el género Chrysanthemum. El género es endémico de la Macaronesia, se encuentra solo en las Islas Canarias y Madeira.

## Ecología
Argyranthemum frutescens es la especie de planta que alimenta las larvas de la polilla Bucculatrix chrysanthemella.

## Taxonomía
El género fue descrito por  Webb ex Sch.Bip. y publicado en Histoire Naturelle des Îles Canaries 3(2.2): 245, 258–259. 1844.

## Especies aceptadas
A continuación se brinda un listado de las especies del género Argyranthemum aceptadas hasta noviembre de 2013, ordenadas alfabéticamente. Para cada una se indica el nombre binomial seguido del autor, abreviado según las convenciones y usos:
- Argyranthemum adauctum (Link) Humphries
- Argyranthemum broussonetii (Pers.) Humphries
- Argyranthemum callichrysum (Svent.) Humphries
- Argyranthemum coronopifolium (Willd.) Humphries
- Argyranthemum dissectum (Lowe) Lowe
- Argyranthemum escarrei (Svent.) Humphries
- Argyranthemum filifolium (Sch. Bip.) Humphries
- Argyranthemum foeniculaceum (Willd.) Webb ex Sch. Bip.
- Argyranthemum frutescens (L.) Sch. Bip.)
- Argyranthemum gracile Sch. Bip.
- Argyranthemum haematomma Lowe
- Argyranthemum haouarytheum Humphries & D. Bramwell
- Argyranthemum hierrense Humphries
- Argyranthemum lemsii Humphries
- Argyranthemum lidii Humphries
- Argyranthemum maderense (D. Don) Humphries
- Argyranthemum pinnatifidum (L.f.) Lowe
- Argyranthemum sundingii L.Borgen
- Argyranthemum sventenii Humphries & Aldridge
- Argyranthemum tenerifae C.J.Humphries
- Argyranthemum thalassophytum (Svent.) Humphries
- Argyranthemum vincentii Santos & Feria
- Argyranthemum webbii Sch. Bip.
- Argyranthemum winterii (Svent.) Humphries